# Detectorists
Detectorists es una serie de comedia de televisión británica emitida por primera vez en BBC Four en octubre de 2014. Fue escrita y dirigida por Mackenzie Crook, quien también actúa junto a Toby Jones. 
Está ambientada en el pequeño pueblo ficticio de Danebury, en el norte de Essex ; la trama gira en torno a las vidas, los amores y las ambiciones de detección de metales de Andy y Lance, miembros del club de detección de metales de Danebury.
Ganó un premio BAFTA en los Premios de Televisión de la Academia Británica de Comedia con Guion de Televisión de 2015. En mayo de 2019, fue votada en el puesto 19 en una lista de Radio Times de las 20 comedias de situación favoritas de Gran Bretaña por un panel que incluía escritores y actores de comedias de situación. Está filmado en una configuración de cámara única .
Duró tres temporadas (incluido un especial de Navidad) entre 2014 a 2017.
En mayo de 2022, se anunció que  regresaría para un episodio especial.

## Reparto
- Mackenzie Crook como Andy Stone, un trabajador de agencia que se califica como arqueólogo durante la serie.[5] Miembro del Club de Detección de Metales de Danebury (DMDC)
- Toby Jones como Lance Stater, conductor de una carretilla elevadora y músico aficionado. Un miembro del DMDC
- Lucy Benjamin como Maggie, la exesposa de Lance, que dirige una tienda de suministros New Age (series 1, 3)
- Adam Riches como Tony, el novio de Maggie, gerente de una pizzería (serie 1)
- Rachael Stirling como Becky, la novia de Andy (esposa a partir de la segunda temporada), maestra de escuela primaria
- Gerard Horan como Terry Seymour, un policía jubilado que es el presidente del DMDC.
- Sophie Thompson como Sheila Seymour, esposa de Terry
- Pearce Quigley como Russell, miembro de DMDC
- Divian Ladwa como Hugh, un miembro tímido y torpe de DMDC
- Orion Ben como Varde, un miembro de DMDC mayormente silencioso y novia de Louise. A pesar de aparecer en casi todos los episodios y de ser descrita por miembros del DMDC como muy habladora, su única línea de diálogo está en la serie 2, episodio 4.
- Laura Checkley como Louise, una miembro directa de DMDC y novia de Varde.
- Aimee-Ffion Edwards como Sophie, una estudiante de historia antigua en una universidad (series 1, 2)
- David Sterne como Larry Bishop, un granjero y terrateniente excéntrico (series 1, 2)
- Simon Farnaby como Philip Peters y Paul Casar como Paul Lee, miembros de "AntiquiSearchers", más tarde "Dirt Sharks" y luego "Terra Firma", un grupo rival de detección de metales. Lance y Andy los llaman Paul y "Art" por su parecido con el dúo pop Paul Simon y Art Garfunkel . "Art" llama a su compañero "Paul" en la serie 1, episodio 3, y ambos dan sus nombres completos cuando son interrogados por la policía en la serie 2, episodio 5 (haciéndose eco de la pareja vocal bastante diferente de Peters y Lee )
- Diana Rigg como Veronica, la madre de Becky y cuidadora ocasional de Stanley (series 2, 3). Rigg y Stirling son madre e hija en la vida real.
- Alexa Davies como Kate, hija de Lance (series 2, 3)
- Rebecca Callard como Toni, mecánica y compañera de trabajo de Lance, que se convierte en su novia (especial de Navidad y serie 3)
- Daniel Donskoy como Peter, un visitante alemán que busca la ayuda del DMDC para encontrar la ubicación del avión de su abuelo, que supuestamente se estrelló durante la Segunda Guerra Mundial . Se convierte en el interés amoroso de Sophie (serie 2)
- Jacob e Isabella Hill como Stanley, el bebé de Becky y Andy (serie 2)
- Asa James Wallace como Stanley, el hijo de Becky y Andy (serie 3)

## Episodios

### 2ª temporada (2015)
La 2ª temporada comienza con una secuencia de tres minutos que muestra a un sacerdote anglosajón, que lleva un libro sagrado y un aestel (un puntero similar al asociado con Alfred Jewel ) en un saco, huyendo de lanceros montados. Entierra el saco cerca de un monolito. El lapso de tiempo muestra que todo menos el mango dorado decorado del palo se descompone, y la toma se desplaza hacia arriba para revelar a Andy y Lance caminando por el campo en el actual Danebury, detectando a medida que avanzan. Al no haber tenido éxito, deciden mirar hacia la colina. La joya se muestra nuevamente, aún enterrada, al comienzo de los episodios posteriores.
 

### 3ª temporada (2017)
En marzo de 2017, la BBC emitió un comunicado confirmando la filmación de una tercera y última temporada .  Esta, de seis episodios, se filmó en el verano de 2017 y se emitió semanalmente en BBC Four desde el 8 de noviembre de 2017.
El primer episodio terminó con una secuencia de línea de tiempo histórica, respaldada por la canción "Magpie" de The Unthanks . Al revisar el episodio de apertura de The Guardian, Sam Wollaston dijo: "Mackenzie Crook y Toby Jones brillan en la tercera y última serie de esta parte de la vida bellamente escrita e interpretada".
 

### Especial (2022)
En mayo de 2022 se anunció un especial de 75 minutos.

## Producción
Fue anunciado por la BBC el 31 de enero de 2014, siendo coproducción de Channel X y Lola Entertainment. con Adam Tandy como productor.
Aunque está ambientada en Essex, se filmó principalmente en la vecina Suffolk, con Framlingham como lugar principal. Otros lugares utilizados en la filmación incluyen Orford, donde la escuela primaria de Orford se usó como el exterior de la escuela de Becky, Great Glemham, donde se filmaron escenas de bares interiores, e Ipswich . En la serie 2, la iglesia de torre redonda en Aldham se utilizó como ubicación recurrente.  Se utilizó una ubicación en Essex en Detectorists : las escenas que involucran a la casa flotante de Toni, la novia de Lance, 'Elsie', se filmaron en Paper Mill Lock, Little Baddow . Las ubicaciones fueron obtenidas por Creative England .
Diana Rigg y Rachael Stirling, interpretadas como madre e hija Veronica y Becky, eran madre e hija en la vida real. 
Al decidir terminar el programa al final de la temporada 3, Crook comentó: "Me tomó un tiempo darme cuenta de que quería terminar seis episodios más. No quiero hacer ningún tipo de anuncio grande y dramático de 'nunca más', pero no me veo volviendo a eso". 
A pesar de descartar más episodios al final de la temporada 3, en diciembre de 2020, Crook aludió a la posibilidad de que una cuarta temporada no estuviera descartada y dijo: "Estoy comenzando el proceso de pensar 'sí, deberíamos conseguir el viejo banda de nuevo juntos'".
El 11 de mayo de 2022, la BBC confirmó que regresaría para un episodio especial único de 75 minutos que se transmitirá más adelante en el año.

## Transmisión
A nivel internacional, se estrenó en Australia el 9 de noviembre de 2015 en BBC First. En los Estados Unidos, se estrenó en el servicio de suscripción de transmisión Acorn TV en agosto de 2015.

## Recepción

### Respuesta crítica
La primera temporada recibió críticas positivas de varios medios de comunicación del Reino Unido y Estados Unidos. David Renshaw, en The Guardian, elogió especialmente el "encantador acto doble" de Mackenzie Crook y Toby Jones. Renshaw señala las "mayores calificaciones que BBC4 ha tenido jamás para una comedia" como evidencia de que " Detectorists claramente ha encontrado el tipo de oro por el que Lance y Andy pasan horas barriendo los campos". Rupert Hawksley, que escribe para The Daily Telegraph, quedó particularmente impresionado con la "escritura de primer nivel" de Crook y comentó en su reseña que la serie uno "tiene todas las características de una comedia de situación clásica".
Ellen E. Jones de The Independent dijo que si bien "requiere algo de paciencia ... ha resultado ser una de las mejores comedias de situación nuevas del año".
En los medios estadounidenses, el escritor de The New York Times, Mike Hale, la describa  como una "creación distintiva, no para todos, pero destinada a ser ferozmente amada por aquellos que caen en sus ritmos". Robert Lloyd de Los Angeles Times "no puedo recomendarlo lo suficiente", diciendo: "Al igual que las vidas ordinarias que magnifica, Detectorists tiene el aire de parecer pequeño e inmenso a la vez, de casi nada y casi todo. Está lleno de espacio y lleno de vida."
Cuando regresó en su segunda temporada, la respuesta también fue positiva.
Sobre la finalización de la tercera y última temporada, el crítico del sitio web de Radio Times, Mark Braxton, escribió: "El final de la serie ... es una de las conclusiones más satisfactorias de la historia. Las series uno y dos terminaron de manera inteligente y memorable: agridulce y conmovedora respectivamente. Pero el final de la serie tres tiene una verdadera poesía; Crook parece estar diciendo: "Sí, ahí es donde lo dejaremos, estoy feliz con eso".
También recibió elogios por su interpretación auténtica de "un lado más amable de la masculinidad y la vinculación masculina", y Ben Dowell de The Times describió el programa como "impregnado de una gentil amabilidad que no había visto antes".

### Premios y nominaciones
| Año  | Otorgar     | Categoría                            | Recipiente | Resultado | Árbitro. |
| ---- | ----------- | ------------------------------------ | --- | --------- | -------- |
| 2015 | BAFTA       | Situación de comedia                 | rowspan="" style="background-color:none;color:black; text-align:center; vertical-align:middle;" \|              | [ 27 ]    |          |
| 2016 | BAFTA       | Mejor actuación de comedia masculina | toby jones\| rowspan="" style="background-color:none;color:black; text-align:center; vertical-align:middle;" \| |           |          |
| 2018 | BAFTA       | Mejor actuación de comedia masculina | toby jones\| rowspan="" style="background-color:none;color:black; text-align:center; vertical-align:middle;" \| | [ 28 ]    |          |
| 2018 | rosa de oro | Rose d'Or para comedia de situación  | rowspan="" style="background-color:none;color:black; text-align:center; vertical-align:middle;" \|              | [ 29 ]    |          |

## Otras lecturas
- Keighren; Norcup, eds. (2020). Landscapes of Detectorists. Uniformbooks. ISBN 978-1910010242.